# Karniewek
Karniewek – wieś w Polsce położona w województwie mazowieckim, w powiecie pułtuskim, w gminie Pokrzywnica. Ma status sołectwa.
W latach 1975–1998 miejscowość administracyjnie należała do województwa ciechanowskiego.
Wieś położona jest nad brzegiem Narwi, jest również przecięta rzeczką; Pokrzywnicą oraz Czarną Strugą nazwaną tak przez miejscowych. w Karniewku istniał niegdyś drewniany dwór z II połowy XVIII zakupiony przez Antoniego Lewandowskiego w 1878. Spalony przez Rosjan podczas I wojny światowej. Następnie przejęty przez prywatnego właściciela jako ruiny. Do dziś zachowała się tylko stara ziemianka oraz kamień węgielny położony obok szopy (zwykły budynek gospodarzy).Szczątki (fundamenty) dworu oraz cały sad zasadzony ok. 60 lat temu został nabyty przez prywatnego właściciela.
W Karniewku 2 kwietnia 1899 urodził się Dobiesław Damięcki, aktor i reżyser, nestor aktorskiego rodu - ojciec Damiana i Macieja.

## Demografia
Dane za rok 2009:
| Opis      | Ogółem | Ogółem | Kobiety | Kobiety | Mężczyźni | Mężczyźni |
| --------- | ------ | ------ | ------- | ------- | --------- | --------- |
| jednostka | osób   | %      | osób    | %       | osób      | %         |
| populacja | 172    | 100    | 83      | 48,3    | 89        | 51,7      |